# Serhij Prociuk
Serhij Anatolijowycz Prociuk (ukr. Сергій Анатолійович Процюк, ur. 7 lutego 1963 roku w Kijowie) – ukraiński piłkarz, występujący na pozycji obrońcy lub pomocnika, trener piłkarski.

## Kariera piłkarska

### Kariera klubowa
Wychowanek Szkoły Piłkarskiej Dynama Kijów. W 1981 rozpoczął karierę piłkarską w Nywie Winnica. Po zwycięstwie w turnieju "Pereprawa" został zabrany z powrotem do Dynama. Przez wysoką konkurencję występował w drużynie rezerwowej Dynama oraz farm-klubie Dynamo Irpień. W 1987 przeszedł do Czornomorca Odessa, skąd został zaproszony do Dinamo Moskwa. W 1991 bronił barw klubu Tiligul-Tiras Tyraspol. W 1992 powrócił do odeskiego zespołu. Kolejnymi klubami w karierze byli Nosta Nowotroick, Weres Równe, KaIK Kaskinen, Bukowyna Czerniowce i Spartak Nalczyk. Kończył karierę w ukraińskim drugoligowym klubie Naftowyk Ochtyrka.

## Kariera trenerska
Bo zakończeniu kariery piłkarskiej od 2001 pracował na stanowisku trenera w SDJuSzOR Dynama Kijów. W lipcu 2008 zaproszony pomagać trenować drużynę rezerwową Dynama.

## Sukcesy i odznaczenia

### Sukcesy klubowe
- brązowy medalista Mistrzostw ZSRR: 1990
- brązowy medalista Mistrzostw Ukrainy: 1993

### Odznaczenia
- nagrodzony tytułem Mistrza Sportu ZSRR: 1987